# Víðidalstungukirkja
Víðidalstungukirkja – luterański kościół parafialny, znajdujący się w miejscowości Víðidalstunga, w dolinie Víðidalur.
Drewniany kościół został wybudowany w 1889 roku. Ásgrímur Jonsson w 1916 roku namalował ołtarz oraz ikony w kościele.